# Amikor megállt a Föld
Az Amikor megállt a Föld (The Day the Earth Stood Still) egy 2008-as amerikai science fiction film, az 1951-ben készült Aznap, amikor a Föld megáll remake-je. A Keanu Reeves főszereplésével készült produkció a kor szellemének megfelelően a hidegháború idején zajlott nukleáris fegyverkezés témakörét az emberiség és a természet ellentétére cseréli, illetve az ember alapvetően erőszakos természetére, mely egymás ellen fordít minket.

## Szereplők
| Karakter              | Színész               | Magyar hang      | Megjegyzés |
| --------------------- | --------------------- | ---------------- | --- |
| Klaatu                | Keanu Reeves          | László Zsolt     | Földönkívüli hírnök. Scott Derrickson rendező úgy érezte, Reeves képes az emberiességet nélkülöző szerep megformálására, ugyanakkor „nem tesz különösebben szokatlan vagy bizarr dolgokat. Nem láthatjuk úgy földönkívüliként, mint Jeff Bridgest a Csillagemberben” . |
| Helen Benson          | Jennifer Connelly     | Gubás Gabi       | A Princeton Egyetem asztrobiológusa, akit a kormány felkér Klaatu vizsgálatára. Connelly a rendező első számú választása volt a szerepre. |
| Regina Jackson        | Kathy Bates           | Molnár Piroska   | Az Egyesült Államok védelmi minisztere. |
| Jacob Benson          | Jaden Smith           | Glósz András     | Helen lázadozó nyolcéves mostohafia. |
| Barnhardt professzor  | John Cleese           | Szersén Gyula    | Dr. Barnhardt Nobel-díjas fizikus, akinek szakterülete az altruizmus evolúciós alapja. |
| Michael Granier       | Jon Hamm              | Debreczeny Csaba | A NASA munkatársa, aki megkeresi Helent, hogy a Klaatut vizsgáló tudóscsoport tagja legyen. |
| John Driscoll         | Kyle Chandler         | Csankó Zoltán    | |
| Ezredes               | Robert Knepper        | Imre István      | |
| Mr. Wu                | James Hong            | Izsóf Vilmos     | |
| Dr. Myron             | John Rothman          | Rosta Sándor     | |
| Rouhani               | Sunita Prasad         |                  | |
| William Kwan          | Juan Riedinger        |                  | |
| Tom                   | Sam Gilroy            | Hamvas Dániel    | |
| Isabel                | Tanya Champoux        |                  | |
| Tanuló                | Rukiya Bernard        |                  | |
| Laptopos nő           | Alisen Down           |                  | |
| Civil ruhás ügynök    | David Lewis           |                  | |
| Autót vezető ügynök   | Lloyd Adams           |                  | |
| Yusef                 | Mousa Kraish          | Bodrogi Attila   | |
| Grossman              | J. C. MacKenzie       | Welker Gábor     | |
| Építőmérnök           | Kurt Max Runte        |                  | |
| Winslow               | Daniel Bacon          | Hertz Péter      | |
| Quinn tábornok        | Roger Cross           | Schneider Zoltán | |
| Dr. Ikegawa           | Hiro Kanagawa         | Holl Nándor      | |
| Poligráfos kihallgató | David Richmond-Peck   | Seder Gábor      | |
| Wu unokája            | Ed Fong               | Előd Álmos       | |
| Rendőr                | Jay-Nicolas Hackleman | Sztarenki Pál    | |

## Háttér
A forgatás Vancouverben folyt 2007. december 12. és 2008. március 19. között. A film kísérőzenéjének megkomponálására Tyler Batest 2008 januárjában kérték fel.
A Gort nevű robotszereplő megjelenítéséhez a vásznon Derrickson több lehetőséget is számbavett, de végül rájött, hogy a legjobb megoldás az 57 évvel korábbi változathoz való hűség, egyfajta főhajtásként az eredeti előtt. A forgatókönyv egyik vázlata még egy négylábú „totem”-ként írta le Gortot, ami fegyvere használatát követően felegyenesedik.
A film bemutatóját eredetileg 2008. május 9-ére, a nyári moziszezon elejére tűzték ki, azonban a forgatás elhúzódása miatt ezt meg kellett változtatni, így végül a 2008. december 12-i hétvégén került a közönség elé, számos országban egyszerre.

## Kritikák
Az összes kritika lesújtó véleménnyel volt a filmről, leginkább a lapos, sablonos, következetlen, nevetséges, didaktikus, hiteltelen és giccses történetet hánytorgatták fel, nem mellesleg szembeállítva azt az 1951-es eredeti film emberközelibb cselekményével. Néhány kritika a filmbe erőszakolt reklámokat is kifogásolta, valamint a színészi teljesítményeket is. 
- Amikor megállt a Föld – Kikötő Online
- Jött egy Keanu és leszállt közénk – Origo.hu
- Amikor megállt a Föld – Filmdroid.hu
- Aki hülye, haljon meg! – Amikor megállt a Föld kritika – Filmpont.hu
- Amikor megállt a Föld kritika: lécci, lécci, UFÓ-bácsi... – Premierfilm.hu[halott link]
- Amikor megállt a Föld – SG.hu
- Amikor lefagy az agy – SFportal.hu